# The A Word
The A Word ist eine britische Dramaserie, die eine Adaption der israelischen Serie Yellow Peppers ist. Die Premiere der Serie fand im Vereinigten Königreich am 22. März 2016 auf BBC One statt. Im deutschsprachigen Raum erfolgte die Erstveröffentlichung der Serie am 22. Februar 2023 durch Disney+ via Star.

## Handlung
'The A Word' erzählt die Geschichte einer chaotischen und dysfunktionalen Großfamilie, in deren Mittelpunkt der fünfjährige Joe steht, bei dem kürzlich Autismus diagnostiziert wurde. Innerhalb der Familie kommt es immer wieder zu Reibereien und Kommunikationsschwierigkeiten, weil die Kluft zwischen ihren tiefsten Gefühlen und der Art, wie sie diese Gefühle ausdrücken, riesig ist. Alison und Paul sind Mitte dreißig, verheiratet und haben zwei Kinder: ihre Tochter Rebecca im Teenageralter und den fünfjährigen Joe. Ihr Sohn ist ein verträumter Junge, der nie ohne seine Kopfhörer unterwegs ist. Joe lebt in seiner Welt der sich immer wiederholenden Alltagsroutine, untermalt von Musik aus Punk, New Wave und Indie-Klassikern. Bis zu der Woche, in der er eingeschult wird. Er gilt gemeinhin als eigenbrötlerisch, zurückgezogen, etwas dissozial und entwicklungsverzögert. Als Alisons Bruder Eddie mit seiner Frau Nicola in seine frühere Heimat zurückkehrt, um ihre zerrüttete Ehe zu retten, sind sie die ersten, die so mutig bzw. taktlos sind, anzudeuten, dass Joes Probleme tiefer liegen. Und dann spricht Nicola das Unaussprechliche aus. Auch Maurice, der Familienpatriarch, äußert seine Gedanken über seinen Enkel. In den Wochen nach seiner Diagnose verstärken sich Joes Charakterzüge und sein Autismus wird immer ausgeprägter, ebenso wie die Spannungen und Verwerfungen, die sich durch die Mehrgenerationenfamilie ziehen, während jeder darum kämpft, sich den Veränderungen anzupassen und, was noch wichtiger ist, zu lernen, miteinander zu kommunizieren.

## Besetzung und Synchronisation
Die deutschsprachige Synchronisation entstand nach den Dialogbüchern von Mara Kaemmel und Konrad Bösherz sowie unter der Dialogregie von Gerald Schaale durch die Synchronfirma Iyuno-SDI Group Germany in Berlin.
| Figur          | Darsteller            | Deutscher Sprecher   |
| -------------- | --------------------- | -------------------- |
| Joe Hughes     | Max Vento             | Lou von Lenski       |
| Paul Hughes    | Lee Ingleby           | Michael Ernst        |
| Alison Hughes  | Morven Christie       | Wicki Kalaitzi       |
| Rebecca Hughes | Molly Wright          | Gabrielle Pietermann |
| Eddie Scott    | Greg McHugh           | Roland Wolf          |
| Nicola Daniels | Vinette Robinson      |                      |
| Maurice Scott  | Christopher Eccleston | Sven Brieger         |
| Louise Wilson  | Pooky Quesnel         | Arianne Borbach      |
| Ralph Wilson   | Leon Harrop           | Noah Löcklin         |

## Episodenliste

### Staffel 1
| Nr. (ges.) | Nr. (St.) | Deutscher Titel | Originaltitel | Erstausstrahlung (UK) | Deutschsprachige Erstveröffentlichung (D/A/CH) | Regie           | Drehbuch     |
| ---------- | --------- | --------------- | ------------- | --------------------- | ---------------------------------------------- | --------------- | ------------ |
| 1          | 1         | Diagnose        | Diagnosis     | 22. März 2016         | 22. Feb. 2023                                  | Peter Cattaneo  | Peter Bowker |
| 2          | 2         | Home Schooling  | Home School   | 29. März 2016         | 22. Feb. 2023                                  | Peter Cattaneo  | Peter Bowker |
| 3          | 3         | Therapie        | Therapy       | 5. Apr. 2016          | 22. Feb. 2023                                  | Peter Cattaneo  | Peter Bowker |
| 4          | 4         | Übernachtung    | Sleepover     | 12. Apr. 2016         | 22. Feb. 2023                                  | Dominic Leclerc | Peter Bowker |
| 5          | 5         | Goodbye         | Goodbye       | 19. Apr. 2016         | 22. Feb. 2023                                  | Dominic Leclerc | Peter Bowker |
| 6          | 6         | Verschwunden    | Lost          | 26. Apr. 2016         | 22. Feb. 2023                                  | Susan Tully     | Peter Bowker |

### Staffel 2
| Nr. (ges.) | Nr. (St.) | Deutscher Titel          | Originaltitel      | Erstausstrahlung (UK) | Deutschsprachige Erstveröffentlichung (D/A/CH) | Regie        | Drehbuch     |
| --- | --------- | ------------------------ | ------------------ | --------------------- | ---------------------------------------------- | ------------ | ------------ |
| 7 | 1         | Tag der Namensgebung     | Naming Day         | 7. Nov. 2017          | 22. Feb. 2023                                  | Susan Tully  | Peter Bowker |
| Zwei Jahre sind ins Land gezogen, und für Joe, der inzwischen sieben Jahre alt ist, beginnt ein neuer Lebensabschnitt. Ihm wird mehr und mehr bewusst, dass er anders ist als die anderen Kinder. Es fällt ihm schwer, das Wort 'autistisch' über die Lippen zu bringen, weil er es für etwas Schlimmes hält. Alison und Paul wissen, dass sie mit ihrem Sohn reden müssen. Aber wie spricht man mit einem Kind, das sich kaum ausdrücken kann, über das A-Wort? Und wie reagieren sie auf die Nachricht, dass Joe in der Schule viel mehr Probleme hat, als sie dachten? Auch Rebecca, die Schwester von Joe, wächst heran. Sie ist 19 Jahre alt, reiste ein Jahr lang durch Afrika und kehrt mit einem Rucksack, einem Tattoo und einem gutaussehenden Freund, James, in das Haus der Familie zurück. Nachdem er Rebeccas Familie und ihren seltsam wirkenden kleinen Bruder kennengelernt hat, kann James es kaum erwarten, von dort wegzukommen. Aber Rebecca hat andere Vorstellungen. Zwei Jahre nach seiner Trennung von Nicola führt Eddie ein neues Leben in Manchester, mit einer eigenen Wohnung und einem guten Job. Doch er konnte sich nicht ganz von ihr und seinem alten Leben lösen. Da Nicola ihren Eltern nie erzählt hat, dass sie und Eddie geschieden sind, ist sie geschockt, als diese zu einem Überraschungsbesuch auftauchen. Es gibt nur einen Ausweg: ein Notanruf bei Eddie, viel falsches Lächeln und eine unangenehme Nacht im selben Bett. Auch Maurice fühlt sich unbehaglich, als er bei seiner alten Flamme Louise vor der Tür steht. Sie haben seit zwei Jahren kaum miteinander gesprochen, aber das soll sich ändern, als sich Louises Sohn Ralph um einen Job in der Scott’s Brewery bewirbt. |           |                          |                    |                       |                                                |              |              |
| 8 | 2         | Hau Ab                   | Get Away           | 14. Nov. 2017         | 22. Feb. 2023                                  | Susan Tully  | Peter Bowker |
| Wie weiß man als Elternteil, ob die Entscheidungen, die man für sein Kind trifft, richtig sind? Und wie kann man überhaupt eine Entscheidung treffen, wenn das Kind seine Gefühle nicht immer ausdrücken kann? Mit diesen Fragen sehen sich Paul und Alison konfrontiert, als Joe seinen ersten Tag an einer Sonderschule in Manchester hat. Joes Leben verändert sich rasant, obwohl Veränderungen für ihn das Schwierigste sind, und sowohl Paul als auch Alison können nur selten vorhersehen, wie er auf bestimmte Situationen reagieren wird. Und auch über ihre eigenen Gefühle sind sie sich noch nicht im Klaren. Während Alison über ihre Rolle als Mutter nachdenkt, setzt sich Paul mit den Fragen auseinander, die ihn verunsichern. Wird Joe für immer gebrandmarkt sein? Wird seine Zukunft so aussehen wie die von Sophies autistischem Sohn Mark, der mit 16 Jahren nur schwer zurechtkommt? Paul und Alison haben sich früher immer gegenseitig ergänzt, aber jetzt scheint es, als würden sie beide an zwei völlig entgegengesetzten Fäden ziehen. Könnte dies das erste Anzeichen dafür sein, dass sie sich auseinanderleben? Auch Maurice steht vor einer ungewissen Zukunft. Nachdem er Ralph als seinen neuen Assistenten für die Brauerei eingestellt hat, wird er von Louise vor den Kopf gestoßen, die darauf besteht, dass ihr Sohn nicht für ihn arbeiten sollte. Wie Maurice nun einmal ist, will er wissen, warum. Als Louise ihm schließlich die Wahrheit sagt, wirft es ihn völlig aus der Bahn. Unterdessen ist Vincent fest entschlossen, Nicola und Eddie wieder zusammenzubringen, um für seine ehelichen Verfehlungen zu sühnen. Und James gibt Rebecca zu verstehen, dass er ihre Familie nicht ausstehen kann und rät ihr, sich von ihrer Familie zu lösen, wenn sie ein eigenes Leben haben will. |           |                          |                    |                       |                                                |              |              |
| 9 | 3         | Sind wir noch hier?      | Are We Still Here? | 21. Nov. 2017         | 22. Feb. 2023                                  | Susan Tully  | Peter Bowker |
| Auf Maurice trifft häufig das Sprichwort 'Das Gegenteil von gut ist gut gemeint' zu. Obwohl er nur helfen will und keine bösen Absichten hat, haben seine Handlungen oft den gegenteiligen Effekt. So auch in diesem Fall, als Louise ihre Behandlung beginnt und Maurice ihr und Ralph helfen will. Und als er beginnt, das Ruder an sich zu reißen, sieht sich Louise gezwungen, einige harte Tatsachen auszusprechen. In Manchester hat Joe begonnen, sich an seine neue Schule und den neuen Alltag in Eddies Wohnung zu gewöhnen. Alison hat etwas Zeit für sich und denkt darüber nach, was sie in ihrer neu gewonnenen Freizeit tun könnte. In der Zwischenzeit nimmt Paul Mark und Sophie zu einem Konzert mit und ist verwirrt über seine Gefühle während des Ausflugs. Es bleibt nur eine Frage: Soll er es Alison sagen oder es für sich behalten? Eddie hat eine Menge guter Ratschläge für die Beziehungen anderer, aber wenn es um seine eigenen geht, ist er sehr ausweichend. Er hat eine neue Freundin namens Holly, und als Alison sie kennenlernt, stellt sie fest, dass Holly genauso redet und handelt wie Nicola. Ist das nur ein Zufall? Alison glaubt das nicht. Nicola ist derweil damit beschäftigt, Rebecca zu trösten, die wegen James Liebeskummer hat, und zu versuchen, nicht die Beherrschung gegenüber ihrem Vater zu verlieren. Vincent realisiert, dass es an der Zeit ist, weiterzuziehen und weiß, dass er mit Nicola Frieden schließen muss. Aber ist sie bereit, seine Entschuldigung anzunehmen? Werden Vater und Tochter am Ende anerkennen, dass auch sie nur Menschen sind, die Fehler machen, und aufhören, das Schlechte im anderen zu suchen, um endlich das Kriegsbeil zu begraben? |           |                          |                    |                       |                                                |              |              |
| 10 | 4         | Fallen                   | Falling            | 28. Nov. 2017         | 22. Feb. 2023                                  | Luke Snellin | Peter Bowker |
| Aus Sorge, dass sich ihre Eltern auseinanderleben, plant Rebecca für Paul und Alison ein gemeinsames Wochenende ohne Verpflichtungen. Obwohl es nur in Eddies bescheidene Räumlichkeiten geht, erhofft sich Rebecca, dass ihre Eltern die Zeit fernab der Familie nutzen, um sich wieder näher zu kommen. Auf dem Papier eine tolle Idee. Allerdings stellen Paul und Alison schnell fest, dass die Dinge nicht mehr so sind, wie sie einmal waren. Was eigentlich ein Wochenende voller heißer Romantik werden sollte, entwickelt sich mehr und mehr zu einem Wochenende voller gegenseitiger Ressentiments. In der Zwischenzeit kümmern sich Eddie, Nicola und Rebecca um Joe. Eddie regt sich furchtbar über einen Fragebogen auf, den sie bezüglich Joes Autismus ausfüllen sollen. Er ist der Auffassung, dass das Ankreuzen einer Reihe von Fragen und Aussagen niemals ausreicht, um sich ein wahres Bild von einer Person zu machen. Während Eddie dabei ist, Joe das Fahrradfahren beizubringen, stellt Nicola fest, dass sie Eddies Gegenwart sehr genießt und dass die Szene, die sich vor ihr abspielt, in ihr ein familiäres Gefühl hervorruft. Und ehe er sich versieht, ist Eddie schon den ganzen Tag bei Nicola und den Kindern, obwohl er das Wochenende eigentlich mit seiner neuen Freundin Holly verbringen wollte. Maurice hat nichts mehr von Louise gehört, seit sie sich während ihrer ersten Therapiesitzung zerstritten haben. Louise ist jetzt in der zweiten Sitzung, und Maurice ist verwirrt, als sie ihn in Panik anruft und seine Hilfe braucht. |           |                          |                    |                       |                                                |              |              |
| 11 | 5         | Familienalbum            | Family Album       | 5. Dez. 2017          | 22. Feb. 2023                                  | Luke Snellin | Peter Bowker |
| Um den kindlichen Autismus für andere greifbarer zu machen, möchte Nicola eine Präsentation für ihre Kollegen in der Praxis halten. Diese Präsentation enthält auch Videomaterial von Joe, das sie aufgenommen hat, um autistische Verhaltensmuster zu veranschaulichen. Alison sieht in der Präsentation eine gute Gelegenheit, auf bestimmte Themen aufmerksam zu machen und eine Sensibilisierung für Autismus zu erreichen, und stimmt der Verwendung des Videomaterials zu. Paul hingegen ist anderer Auffassung und befürchtet, dass Joe zur Schau gestellt werden könnte. Und erneut zeigt sich, dass beide Kommunikationsschwierigkeiten haben. Als wahre Gefühle und Sorgen bezüglich Joe, die lange vergraben, verdrängt und nie ausgesprochen wurden, in Paul zum Vorschein kommen, sieht er, wie seine Beziehung zu Alison mehr und mehr in die Brüche geht. Seitdem er und Louise sich wieder versöhnt haben, läuft es für Maurice besser. Da Louise sich nun in der zweiten Hälfte ihrer Behandlung befindet, schlägt Maurice vor, einen gemeinsamen Urlaub zu planen, wenn sie ihre Behandlung abgeschlossen hat. Louise ist verständlicherweise zurückhaltend. Maurice interpretiert ihre Antwort und eine beiläufige Bemerkung von Ralph als Ablehnung. Anstatt mit Louise zu reden, wie es jeder vernünftige Mensch tun würde, schießt Maurice wieder einmal über das Ziel hinaus. Und wieder ist es Louise, die ihn auf den Boden der Tatsachen zurückholt, wenngleich nicht sanft. In Manchester läuft das Liebesleben von Eddie nicht viel besser. Als Holly ihm bei einem Besuch in einem indischen Restaurant ihre Sichtweise auf ihre Beziehung offenbart, ist Eddy völlig perplex. |           |                          |                    |                       |                                                |              |              |
| 12 | 6         | Das gleiche tiefe Wasser | Same Deep Water    | 12. Dez. 2017         | 22. Feb. 2023                                  | Luke Snellin | Peter Bowker |
| Rebecca hilft bei der Organisation der Schulaufführung zum Jahresende an Joes ehemaliger Grundschule, bei der auch einige seiner alten Klassenkameraden auftreten werden. Obwohl Joe nicht mehr die Millcross-Grundschule besucht, möchte ihn Rebecca mit einbeziehen. Die Nachricht, dass Joe involviert werden soll, stößt auf gemischte Reaktionen, denn in den Köpfen einiger Leute ist er immer noch der Sonderling. Während sie Rebecca bei den Vorbereitungen helfen, drückt Paul gegenüber Alison seine tiefsten Gefühle aus und gesteht, dass er glaubt, dass ihre Beziehung in die Brüche geht. Zur gleichen Zeit teilt Eddie Nicola mit, dass er ein Angebot von Maurice erhalten hat und in die Heimat zurückkehren soll. Nachdem er sich Louises Rat zu Herzen genommen hat, einen Neuanfang zu wagen, beginnt Maurice damit, in allen Bereichen seines Lebens Veränderungen vorzunehmen. So kauft er zum Beispiel ein neues Hemd und lädt Louise auf ein Date während der Schulaufführung ein. Wie es sich für ein erstes Date gehört, läuft alles wie am Schnürchen, bis zu dem Moment, als Joe die Bühne betritt. Schon den ganzen Tag über liegt eine Atmosphäre der Beklemmung in der Luft, und zwar auf allen Seiten. Während Joe sich mit seinem Auftritt auf der Bühne abgefunden zu haben scheint, hat er eine sehr unkonventionelle Vorstellung davon, was es bedeutet, vor einem Publikum aufzutreten. Am Ende überrascht er nicht nur die Schüler, Eltern und Lehrer, sondern auch seine Familie selbst. Und diese Überraschung bestätigt sowohl Joes Sicht auf die Welt als auch die Sicht der Welt auf ihn. |           |                          |                    |                       |                                                |              |              |

### Staffel 3
| Nr. (ges.) | Nr. (St.) | Deutscher Titel | Originaltitel | Erstausstrahlung (UK) | Deutschsprachige Erstveröffentlichung (D/A/CH) | Regie          | Drehbuch     |
| --- | --------- | --------------- | ------------- | --------------------- | ---------------------------------------------- | -------------- | ------------ |
| 13 | 1         | Episode 3.1     | Episode 1     | 5. Mai 2020           | 22. Feb. 2023                                  | Fergus O’Brien | Peter Bowker |
| Zwei Jahre sind vergangen und sein Leben hat sich grundlegend gewandelt: Joe ist jetzt 10 Jahre alt und pendelt zwischen zwei Elternteilen hin und her. Er verarbeitet diese große Veränderung in seinem Leben durch den Filter seines Autismus. Alison und Paul sind geschieden und leben 160 Kilometer voneinander entfernt. Nicola ist nach London gezogen, und Eddie lebt bei seinem Vater. Rebecca hat gerade erfahren, dass sie schwanger ist. Nur Maurice hält noch alles zusammen, und das ist ein Warnsignal. Die Familie driftet immer weiter auseinander und muss sich wieder zusammenraufen und versuchen, die Kluft zwischen ihnen zu schließen. Zwar wird nie wieder alles so sein wie früher, aber es ist das Beste, vor allem für Joe. Denn er ist derjenige, der am meisten darunter leidet, und obwohl er versucht, damit zurechtzukommen, zerreißt es ihm das Herz. Joe steckt in einem Dilemma. Wie soll sich der autistische Junge in einer Welt zurechtfinden, die völlig aus den Fugen zu geraten droht? |           |                 |               |                       |                                                |                |              |
| 14 | 2         | Episode 3.2     | Episode 2     | 12. Mai 2020          | 22. Feb. 2023                                  | Fergus O’Brien | Peter Bowker |
| Rebecca spricht mit Joe über das Baby, das sie bekommt, und sagt ihm, dass sie in Zukunft gute Freunde sein werden. Joe reagiert nicht allzu sehr darauf. Aber in den nächsten Tagen beginnen die Gedanken an das neue Baby und was es bedeuten könnte, nämlich weitere Veränderungen in seiner sich ständig verändernden Familie, sein Verhalten und seine Beziehung zu seiner Lehrerin Heather zu beeinflussen. Heather ist die Person, die Joe hilft, herauszufinden, was ihn bedrückt. Während sie Joe hilft, bringt Heather ihn unwissentlich dazu, sich an sie und die Schule als seinen neuen sicheren Ort zu klammern. Dies stellt Heather und Alison vor ein neues Problem, da Joe nur widerwillig die Schule verlässt, um nach Hause zu gehen. Seit der Bekanntgabe ihrer Schwangerschaft hat Rebecca es vermieden, mit ihrer Familie darüber zu sprechen, und Alison ist besorgt, dass Rebecca das Gefühl hat, alles allein bewältigen zu müssen. Sie beschließt, Rebecca zu besuchen, aber ihr Auto macht ihr einen Strich durch die Rechnung. Ben, den sie kürzlich kennengelernt hat und der ebenfalls Vater eines autistischen Kindes ist, bietet ihr an, sie zu fahren, und die beiden machen sich auf den Weg zum Haus von Maurice. Als sie nach Manchester zurückkehren, überreicht Ben Alison etwas, mit dem er sie um ein Date bittet. Paul ist geschockt, als Mark verkündet, dass er sich für die Armee beworben hat. Zunächst befürchtet er, dass Mark abgelehnt wird und daraufhin am Boden zerstört ist. Dann nimmt eine viel größere Angst Gestalt an: Was ist, wenn Mark in die Armee aufgenommen wird? Unterdessen gerät Maurice in Verlegenheit, als er ein Geschenk von Pauline, einer Frau aus seiner Wandergruppe, erhält. Das Preisschild ist noch sichtbar. Maurice befürchtet, dass Pauline sich Hals über Kopf in ihn verliebt hat, und versteckt das Geschenk in Panik vor Louise. Er malt sich schon aus, wie Louise ihn einen Kopf kürzer machen wird, wenn sie davon erfährt. |           |                 |               |                       |                                                |                |              |
| 15 | 3         | Episode 3.3     | Episode 3     | 19. Mai 2020          | 22. Feb. 2023                                  | Fergus O’Brien | Peter Bowker |
| Eddie verkündet dem überraschten Maurice gute Nachrichten. Es ist ihm gelungen, die Scott’s Brewery auf Erfolgskurs zu bringen, und dass ein Londoner Unternehmen sein Interesse am Kauf der Brauerei bekundet hat. Es ist der Moment des Triumphs, auf den Eddie sein ganzes Leben lang gewartet hat, aber Maurice ist nicht begeistert. Für ihn wäre der Verkauf der Brauerei durch Eddie gleichbedeutend mit dem Verkauf der Gemeinde oder seiner Familie. In Manchester fragt Ben Alison, ob sie und Joe einen Ausflug machen wollen. Als Ben und Alison auf dem Rückweg sind, und ein Schlummertrunk zu sich nehmen wollen, werden sie von Rebecca unterbrochen, die impulsiv nach Manchester gefahren ist, um mit ihrer Mutter zu sprechen. Rebecca ist verärgert, dass Alison ihr Schwangerschaftsbücher geschickt hat, und sie verlangt von Alison zu erfahren, was sie wirklich über ihre Schwangerschaft denkt. Alison beschließt, ehrlich zu Rebecca zu sein: Sie glaubt, dass das Baby das Leben der jungen Mutter nicht weniger kompliziert machen wird, was aber nicht bedeutet, dass sie Rebecca nicht zur Seite stehen wird. Am Wochenende unternimmt Joe mit Paul einen Campingausflug in die Lakes, der von Sarah, Bills Mutter, organisiert wurde. Paul lädt Eddie zum Abschied ein, doch die Spannungen nehmen zu, als Eddie erfährt, dass auch Maurice eine Einladung erhalten hat. Dieses Ausflug ist auch ein Versuch von Paul, sich mit Joe zu versöhnen. Auch wenn er es sich selbst nicht eingestehen will, ist sich Paul bewusst, dass es nicht mehr lange dauern könnte, bis ein anderer Mann seinen Sohn großzieht, nachdem Ben in Alisons Leben getreten ist. |           |                 |               |                       |                                                |                |              |
| 16 | 4         | Episode 3.4     | Episode 4     | 26. Mai 2020          | 22. Feb. 2023                                  | John Hardwick  | Peter Bowker |
| In Manchester hat Alison mit Hilfe von Joes Lehrerin Heather einen Sponsorenlauf für die Kinder in Joes Klasse organisiert. Alison hat den Lauf minutiös geplant und Maurice, Paul, Rebecca und Ben als freiwillige Helfer für die Kinder gewonnen. Am Morgen des Laufs fällt es Joe jedoch schwer, sich aufzuraffen und sich fertig zu machen, und weigert sich, zu erscheinen. Das führt zu Spannungen zwischen ihr, Paul und Ben. Schließlich kann Rebecca Joe davon überzeugen, dass der Lauf nichts ist, wovor man sich fürchten muss. Jetzt, da Joe mitmachen möchte, sehen Paul und Alison dem Tag gelassener entgegen. Während des Laufs kommen sich auch Paul und Sarah näher, da Sarah ihre Dienste als freiwillige Helferin anbietet, und Paul lädt sie schließlich als seine Begleitung zu Ralphs Hochzeit ein. Ben überrascht Alison mit dem Vorschlag, ein Wochenende gemeinsam zu verbringen. Sie wiederum überrascht ihn, indem sie zustimmt. Rebecca fasst unterdessen den Mut, Alison ihre Bedenken über ihre Schwangerschaft mitzuteilen. Sie gesteht, dass sie sich überfordert fühlt, und äußert ihre verborgene Angst, dass ihr Kind benachteiligt sein könnte. Zwar gibt es keinerlei Anzeichen dafür, aber sie denkt immer unweigerlich an Joe. In der Zwischenzeit beschließt Maurice, der noch immer unter dem Weggang von Eddie nach London leidet, seine ganze Energie auf Ralph zu konzentrieren, da die Hochzeit näher rückt. Maurice erfährt, dass ein Mann namens Josh, Ralphs ältester Freund, der Trauzeuge sein wird. Maurice versucht, sich seine Enttäuschung nicht anmerken zu lassen, aber als Ralph ihm vorwirft, er sei verärgert, kann Maurice seine Enttäuschung nicht mehr verbergen. |           |                 |               |                       |                                                |                |              |
| 17 | 5         | Episode 3.5     | Episode 5     | 2. Juni 2020          | 22. Feb. 2023                                  | Sasha Ransome  | Peter Bowker |
| Am Tag vor Ralphs Hochzeit taucht sein Vater Doug im Haus von Louise auf, um ihn zu sehen. Es sind zehn Jahre vergangen, seitdem Doug die beiden verlassen hat, und Louise will ihn nicht in der Nähe haben. Ralph möchte seine Mutter nicht verärgern, hegt aber Interesse an seinem Vater und lädt Doug ein, mit ihm, Josh und Maurice auf seinen Junggesellenabschied anzustoßen. Dort kommen Maurice und Doug ins Gespräch und Doug erzählt ihnen, warum er und Louise sich getrennt haben. Im Gastropub ist Paul mit den Hochzeitsvorbereitungen beschäftigt und Joe will Pauls Versprechen, mit ihm einen Farm Park zu besuchen, nicht einlösen. Als Mark stattdessen vorschlägt, dass er anstelle von Paul mit Joe dorthin fährt, ist Paul anfangs nicht begeistert, aber Rebecca und Sarah sind beide der Auffassung, dass Paul mehr Vertrauen in Mark haben sollte. Schließlich willigt Paul ein und schickt Mark und Joe mit Lunchpaketen und einem Busfahrplan in die Welt hinaus, wo die beiden auf sich allein gestellt sind. Als Mark ihm jedoch nicht wie vereinbart nach einer Stunde zurückschreibt, gerät Paul in Panik und eilt zum Farm Park, um nach den beiden zu sehen. Dort trifft er auch auf Sarah, die ebenfalls dorthin geeilt ist, aber von Mark und Joe fehlt weiterhin jede Spur. Rebecca findet die beiden Jungs jedoch sicher zu Hause vor. Paul und Rebecca sprechen über das Baby, das in wenigen Monaten zur Welt kommen soll, und darüber, wo Rebecca nach der Geburt leben möchte. Am Morgen der Hochzeit stellt Maurice fest, dass Ralph sich Dougs Social-Media-Seite angesehen und ein Foto von ihm und seinem Vater als Screenshot auf seinen Computer geladen hat. Kurzentschlossen verlässt Maurice mit seinem Anzug das Haus und fährt zu Dougs Haus in Kirby Lonsdale. Die Hochzeit ist ein Fest der reinen, von Zynismus unberührten Liebe, das mit einer von Ralph und Katie choreografierten Tanznummer eröffnet wird. Paul nutzt die Gelegenheit, um Rebecca und Joe zu seinem neuen Haus zu fahren und Rebecca das Zimmer zu zeigen, das er für sie und das Baby einrichten will. Rebecca ist begeistert, dass Paul und Joe sie und das Baby bei sich wohnen lassen wollen. |           |                 |               |                       |                                                |                |              |
| 18 | 6         | Episode 3.6     | Episode 6     | 9. Juni 2020          | 22. Feb. 2023                                  | John Hardwick  | Peter Bowker |
| Ralph und Katie ziehen gemeinsam in ihr neues Zuhause. Louise hilft Ralph zusammen mit Maurice und Paul beim Packen seiner Sachen. Als sie in ihr leeres Haus zurückkehrt, ist sie zunächst niedergeschlagen über den Weggang ihres Sohnes und erfreut sich schließlich an seinen Fortschritten. In Manchester hat sich die hochschwangere Rebecca bereit erklärt, Joe in die Schule zu begleiten, um am Unterricht teilzunehmen und seine 'Show and Tell' zu sein. Als sie ihn in seinem schulischen Umfeld beobachtet, ist Rebecca beruhigt, dass Joe soweit zurechtkommt. Sie dankt Heather, der Lehrerin von Joe, für ihre Unterstützung. Es ist zwei Wochen her, dass Alison und Ben übers Wochenende weggefahren sind, aber Alison hat Ben seitdem nicht mehr gesehen. Er besucht sie und überrascht Alison, sagt ihr aber auch, dass sie etwas besprechen müssen. Sarah äußert gegenüber Paul den Wunsch, dass sie sich beide trennen. Paul ist sich jedoch nicht ganz sicher, wo ihre Beziehung überhaupt steht. Waren sie jemals ein richtiges Paar? Paul bietet Mark die Stelle des Oberkellners im Gastropub an, und er willigt ein. Auf der Rückfahrt von Manchester setzen bei Rebecca mitten im Nirgendwo die Wehen ein, und ihr Telefon hat keinen Empfang. Joe setzt daraufhin seine Kopfhörer auf, steigt aus dem Auto aus und geht zu Fuß. Nachdem er ins Krankenhaus geeilt ist und Alison Rebecca durch die Wehen geholfen hat, wird ihre kleine Tochter geboren. Joe, Maurice, Louise, Tom, Paul und Eddie kommen zusammen, um das Baby in der Welt willkommen zu heißen, und Paul und Alison teilen einen Moment, in dem sich alles ein wenig leichter anfühlt. Während Louise die Kleine im Arm hält, ergreift Maurice die Gelegenheit und macht ihr einen Heiratsantrag. |           |                 |               |                       |                                                |                |              |

## Spin-off
Im August 2020 gab die BBC bekannt, dass ein Spin-off zur Serie mit dem Titel Ralph & Katie geplant sei. Die sechsteilige, halbstündige Serie handelt von dem frisch verheirateten Ehepaar Ralph und Katie, die beide das Down-Syndrom haben und nun einen wichtigen Schritt wagen, indem sie ihr gemeinsames und eigenständiges Leben beginnen. Ihre gemeinsame Geschichte nahm in der dritten Staffel der Mutterserie The A Word ihren Anfang. Zum Autorenteam gehören neben Peter Bowker, der auch die Mutterserie schuf, Amy Trigg, Annalisa Dinnella, Genevieve Barr, Tom Wentworth und Lizzie Watson, die selbst eine Behinderung haben. Die Premiere von Ralph & Katie fand im Vereinigten Königreich am 5. Oktober 2022 auf BBC One statt.